# Clostridium histolyticum
Clostridium histolyticum è una specie di batterio appartenente alla famiglia delle Clostridiaceae.